# 喬伊·溫德爾
喬瑟夫·派翠克·溫德爾（英語：Joseph Patrick Wendle，1990年4月26日—），為美國職棒大聯盟的二壘手，目前為自由球員。他先前曾效力過運動家、光芒、馬林魚與大都會等隊。

## 生平

### 早年
溫德爾出生於特拉華州威明頓，就讀於賓州Avon Grove高中、西切斯特大學。

### 職業生涯

#### 克里夫蘭印地安人
2012年美國職棒大聯盟選秀，溫德爾在第6輪被印地安人選走。他從短期1A開啟他的職棒生涯。2013年，他升上高階1A，並在隔年升上2A。

#### 奧克蘭運動家
2014年12月8日，印地安人將溫德爾交易至運動家，換來Brandon Moss。2015年4月21日，他在德州遊騎兵3A主場敲出該場地啟用的首轟。運動家也在球季結束後將他加進40人名單內。
2016年8月31日，溫德爾登上大聯盟。合計他只在運動家出賽36場比賽，109個打數敲出29支安打。2017年12月7日，運動家將他放進指定讓渡名單中。

#### 坦帕灣光芒
2017年12月11日，運動家將溫德爾交易至光芒，換來Jonah Heim。2018年，他和Micah Johnson與Daniel Robertson一同競爭二壘手的位置。最後他在春訓繳出了3成27的打擊率，總教練也讓他和Robertson一同分擔二壘的位子。該年他的打擊率為3成，是光芒隊史繼2011年後再次有球員的打擊率可以突破3成。最後他在美聯新人王票選拿下第四名。
2019年，溫德爾已經站穩了二壘手的位置。不過他在3月31日因為被太空人的傑克·馬瑞斯尼克滑壘鏟傷腳而進入傷兵名單。4月24日，他又因為被觸身球擊中而再次進傷兵。該年他僅出賽75場比賽，打擊率為2成31。在季後賽，溫德爾共出賽5場，擊出2支安打，但球隊未能晉級。
在2020年的縮水賽季，溫德爾出賽50場，儘管一般對他的評價仍是替補選手。其守備能力的多元性，使他成為二壘、三壘和游擊的主力球員輪休時的替補首選。這年他有著2成86打擊率的成績，光芒則拿下十年來首次分區冠軍。溫德爾在季後賽的表現出色，對陣紐約洋基有著3成53的系列賽打擊率，在美聯冠軍系列賽的三壘守備表現更是引人注目。

### 邁阿密馬林魚
2021年球季結束後，光芒隊將溫德爾交易到馬林魚，換來Kameron Misner。

## 軼事
- 打擊區的溫德爾並不使用打擊手套，而是赤手持棒。這點與前洋基捕手賀黑·波薩塔，以及前光芒球員本·佐布里斯特相同。此外，赤手打擊的溫德爾在比賽時仍未取下自己的婚戒，此一特色也引起播報員及球評的注意。

## 外部連結
- 球員資訊和成績在MLB，ESPN，Baseball-Reference，Fangraphs（英文）
- 喬伊·溫德爾的X（前Twitter）